# Andry Laffita
Andry Laffita Hernandez (Pinar del Río, 26 marzo 1978) è un pugile cubano, che combatte nella categoria dei pesi mosca.

## Carriera pugilistica
Laffita ha vinto una medaglia d'argento ai  campionati mondiali di Mianyang del 2005. In finale è stato sconfitto dal coreano Lee Ok-Sung.
Ai Giochi Olimpici di Pechino del 2008 si è qualificato per la finale, dove ha affrontato il thailandese Somjit Jongjohor, che aveva sconfitto durante i mondiali del 2005. Nella finale del 23 agosto 2008, però, a vincere è stato proprio Jongjohor, e Laffita è stato premiato con la medaglia d'argento.